# 何梓豪
何梓豪（1994年5月30日—），中国北京人，满族，中国男子射箭运动员。2021年代表中国队参加2020年夏季残疾人奥林匹克运动会获得射箭比赛男子个人公开级复合弓W2级以及混合团体公开级复合弓2枚金牌，并打破男子个人复合弓公开级残奥会记录（148环）以及预赛残奥会记录（705环）。

## 个人经历
由于脊椎受伤，何梓豪于2013年开始练习射箭运动。平常的爱好是玩电子游戏。
2022年5月3日被授予中国青年五四奖章。

## 成绩
2018年，何梓豪在雅加达亚洲残疾人运动会上获得男子个人公开级复合弓比赛第9名。
2019年，何梓豪在荷兰斯海尔托亨博斯举办的世界残疾人射箭锦标赛上获得男子个人公开级复合弓比赛第5名以及公开级复合弓团体比赛第3名。
2021年，何梓豪在2020年夏季残疾人奥林匹克运动会获得射箭比赛男子个人公开级复合弓W2级以及混合团体公开级复合弓比赛2枚金牌，并打破男子个人复合弓公开级残奥会记录（148环）以及预赛残奥会记录（705环）。